# Julien Coffinet
Pour les articles homonymes, voir Coffinet.
Julien Coffinet (Alfortville, 18 avril 1907 - 1977), artiste et marxiste français.

## Biographie
Étudiant en économie, il soutient un diplôme d'études supérieures sur « L'Idée de progrès technique chez Marx ». Militant du Cercle communiste démocratique, il rejoint ensuite le courant révolutionnaire qui existait dans la SFIO. Il donna des cours au Cercle d’études marxistes. Il était adhérent de la CGT. 
Pendant la Seconde Guerre mondiale, il fuit le nazisme et s'exile en Uruguay. Il publie en 1943 à Buenos Aires un livre intitulé El Hombre y la maquina (« L'Homme et la machine »). 
Rentré en France après la guerre, il travaille pour l'ONU. Julien Coffinet a écrit des articles théoriques pour différentes revues marxistes et socialistes dans le monde : Le Combat Marxiste, Masses, Mundo, Socialismo y Libertad, Studi sociali, New Essays, Socialisme et Liberté.

## Sources
- Dictionnaire biographique du mouvement ouvrier français, tome 23 : Biographie.
- Jean Rabaut, Tout est possible ! Les gauchistes français, 1929-1944, Denoël, 1974, réédition Libertalia, 2018.
- Charles Jacquier, « L'Exil de Julien Coffinet, ou un marxiste hérétique à Montevideo », Dissidences no 12-13, octobre 2002.
- Agone, no 33, avril 2005.